# وحيد الدين خان
وحيد الدين خان  (10 أكتوبر 1925- 21 أبريل 2021). مفكر مسلم هندي معاصر، لهُ فكر متميز يحاول الجمع بين المنهج الإسلامي والمنهج العلمي والفلسفي وبهذا المنهج كان يحاور الملحدين واللادينيين في العديد من كتبهِ. تتميز مؤلفاته بأنها تجمع بين البساطة والعمق وبالتالي تناسب مختلف أنواع القراء، و تأثر كثيراً بأبي الأعلى المودودي وأبي الحسن الندوي في أول نشأته ثم خالف و ناقش علميا وفكريا ضد إيديولوجيات المودودي في العديد من كتبه.

## حياته
كانت دعوتهُ قائمة على مهاجمة العنف وجماعات العنف المسلح، والدعوة لتبني المنهج العلمي في الدعوة.
ولعلً كثيراً من القراء العرب يعرفون وحيد الدين خان من مؤلفه المشهور «الإسلام يتحدى» ولكنّه من المؤسف مازال مجهولاً على الصعيد الفكري المنهجي بسبب تأخر ترجمة مؤلفاته إلى اللغة العربية، ومن عرف وحيد الدين المفكر المنهجي سوف يجد أمامه نوعية فريدة من الفكر الإسلامي الإيجابي. فهو مفكر عملاق يتصدى لمعالجة أعقد قضايا الفكر بأسلوب علمي يبهر العقول. والميزة التي يمتاز بها وحيد الدين خان من بين أقرانه من مفكري العصر إدمانه القاتل على دراسة الكتب العلمية و الفكرية باللغة الانكليزية ويمكن تقدير سعة اطلاعه وعمق دراسته من خلال مؤلفاتهِ، ولقد أخبر بأنه ّلكي يستوعب الفلسفة الماركسية ظل منكّباً على قراءة أهم المصادر الأساسية والأولية حتى قرأ أكثر من عشرة ألف صفحة في صميم الموضوع قبل أن يكتب عن الماركسية كتابه « الماركسية في الميزان » وعندما تصدى للرد على المدارس الفكرية الإلحادية وعلى رأسهم « برتراند رسل » الذي يعد دعامة الفكر الإلحادي في العصر الحديث قرأ كافة أعماله، ولقد أخبر عنه أيضا أنّه ربما قرأ مائة صفحة ليكتب صفحة واحدة فقط.
وتمتاز كتاباته بالأسلوب العلمي والتحليلي، فهو أحد المفكرين المسلمين القلائل الذين تمكنوا من استيعاب ثقافة العصر، وربما وصل اطلاعه على الفكر المعاصر درجة لم يصلها مفكر مسلم من قبلهِ وفي نفس الوقت فهو متمكن من العلوم والدراسات الإسلامية في أدق خفاياها وكما جاء في وصفه:« وحيد الدين خان أحد المفكرين المسلمين القلائل الذين جمعوا بين ثقافة العصر في أعمق ظواهرها وأعقد تشعبانها، وبين ثقافة الإسلام الخالدة في أدق خصائصها وأشمل معطياتها وهي ميزة قلما وجدت بين مثقفي هذا العصر» مجلة الأمة القطرية ذو القعدة 1405هـ.
ولد وحيد الدين خان في أول يناير سنة ( 1925) في مدينة أعظم كره بالهند وتعلم في جامعة الإصلاح العربية الإسلامية، وبدأ وحيد الدين يقدم حصيلة فكره بعد دراسات عميقة وفي البدء انتظم في سلك لجنة التآلف التابعة للجماعة الإسلامية بالهند وعمل سنوات معدودة، ثم أمضى ثلاث سنوات مكباً على التآلف في المجمع الإسلامي العلمي التابع لندوة العلماء بلكناؤ، ثم شغل رئيس تحرير الجمعية الأسبوعية في دلهي (1967) لمدة سبع سنوات حتى أغلقت المجلة من قبل السلطات وفي أكتوبر سنة (1976) أصدر لأول مرة ومستقلاً عن كافة الهيئات مجلة (الرسالة) ودأبت هذه المجلة الشهرية على الصدور حتى الآن ونالت حظاً كبيراً من النجاح و القبول ولقد ألف الأستاذ وحيد عدّة مؤلفات هامة نذكر منها على الخصوص « الإسلام يتحدى »، « الدين في مواجهة العلم»، « تجديد الدين»، «الإسلام والعصر الحديث»، « حكمة الدين »، «قضية البعث الإسلامي»، « الإنسان القرآني»، «الإسلام » وكل هذه المؤلفات ترجمت إلى العربية ومن المؤلفات الهامة التي لم تترجم له: « محمد رسول الثورة»، «ظهور الإسلام »، « الله أكبر»، بالإضافة إلى تفسيره للقرآن « تذكير القران» إلى غير ذلك من المؤلفات التي تربو على خمسين كتاباً، وآلاف المقالات المنشورة وغير المنشورة.

## وفاته

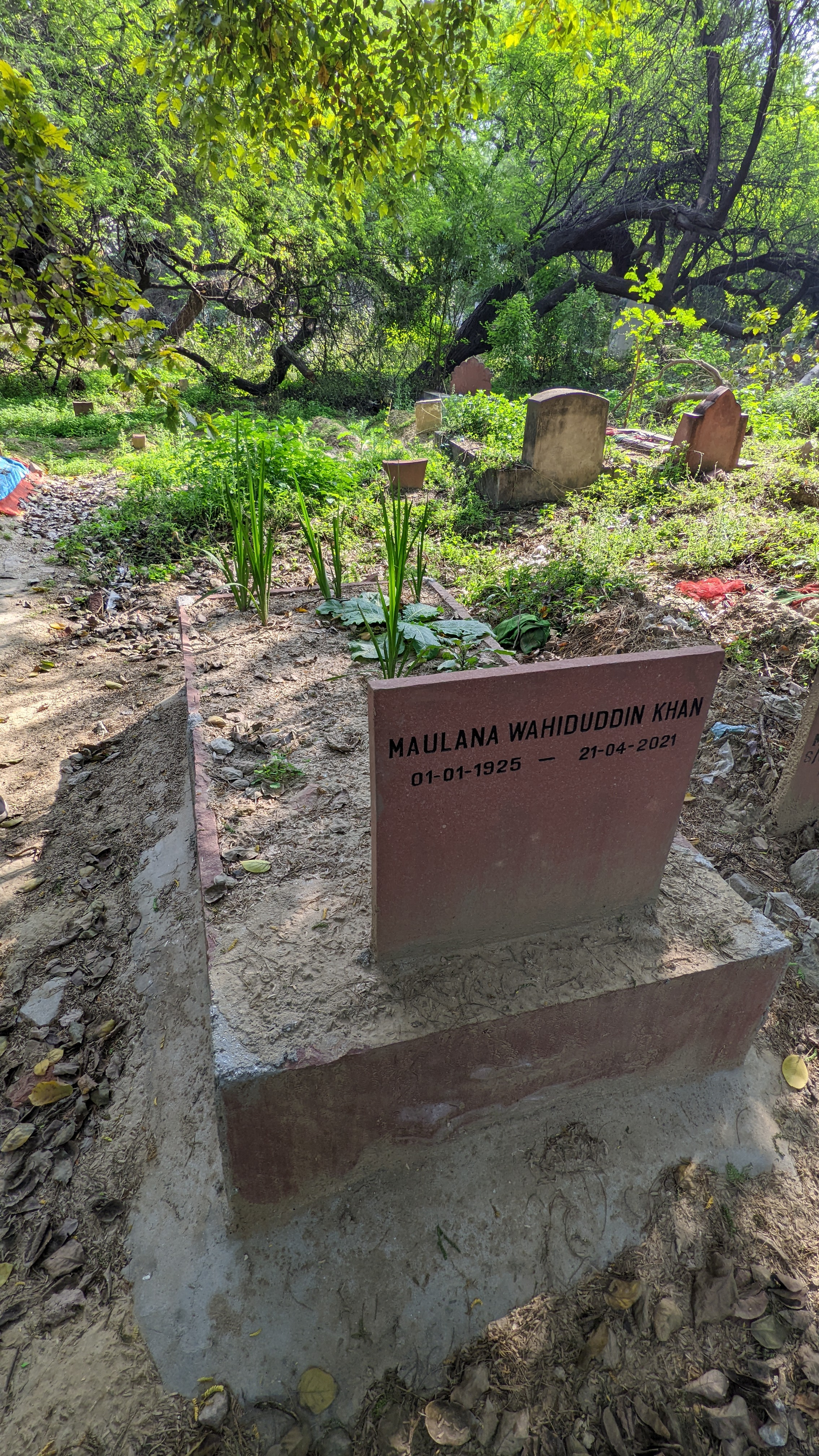
قبر وحيد الدين خان

تُوفي وحيد الدين خان في اليوم التاسع من شهر رمضان سنة 1442 هـ الموافق لـ21 أبريل 2021 م، عن عمر ناهز 96 عامًا.

## من مؤلفاته
لوحيد الدين خان الكثير من المؤلفات باللغة الإنجليزية منها:
- Religion and Science
- God Arises: Evidence of God in Nature & Science
- In Search of God
- Islam and Modern Challenges
- The Way to Find God
- The Quran, an abiding wonder
- The Moral Vision : Islamic Ethics for Success in Life
- Women Between Islam and Western Society
- A Treasury Of The Qur'an
- The Prophet Muhammad : A Simple Guide to His Life
- ISLAM: THE VOICE OF HUMAN NATURE
- Islam and the Modern Man
- ISLAM: CREATOR OF THE MODERN AGE
- Islam As It Is
- A Treasury Of The Qur'an

وله عدد من المؤلفات المترجمة إلى العربية منها:
- الإسلام يتحدى
- الدين في مواجهة العلم
- حكمة الدين
- تجديد علوم الدين
- المسلمون بين الماضي والحاضر والمستقبل
- خواطر وعبر

## وصلات خارجية
- حركة إحياء الفكر الإسلامي، الموقع الرسمي لوحيد الدين خان من خلال منتدى الرسالة.